# Plünderung der Königsgräber von Saint-Denis

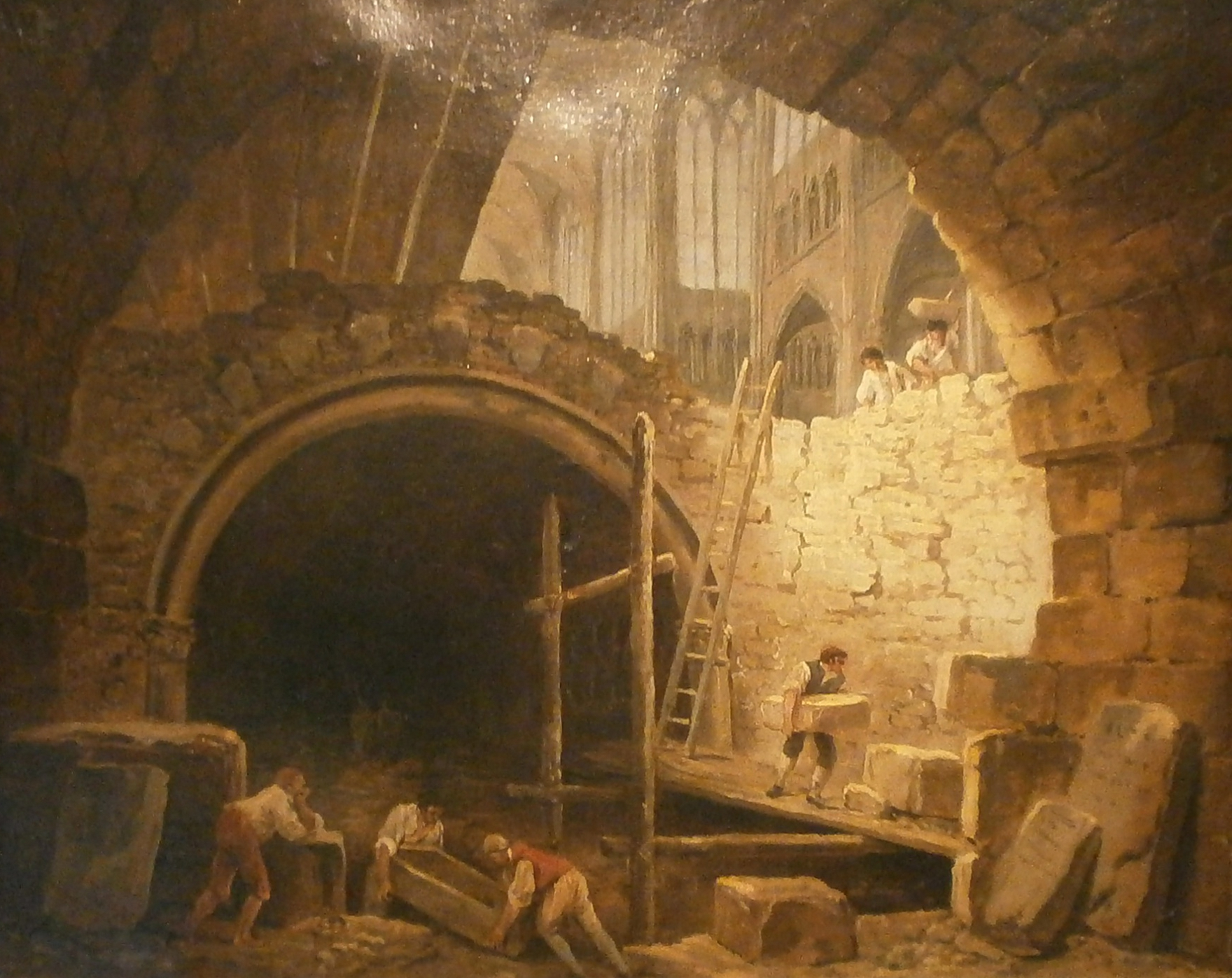
La violation des caveaux des rois dans la basilique de Saint-Denis (Ölgemälde von Hubert Robert im Musée Carnavalet)

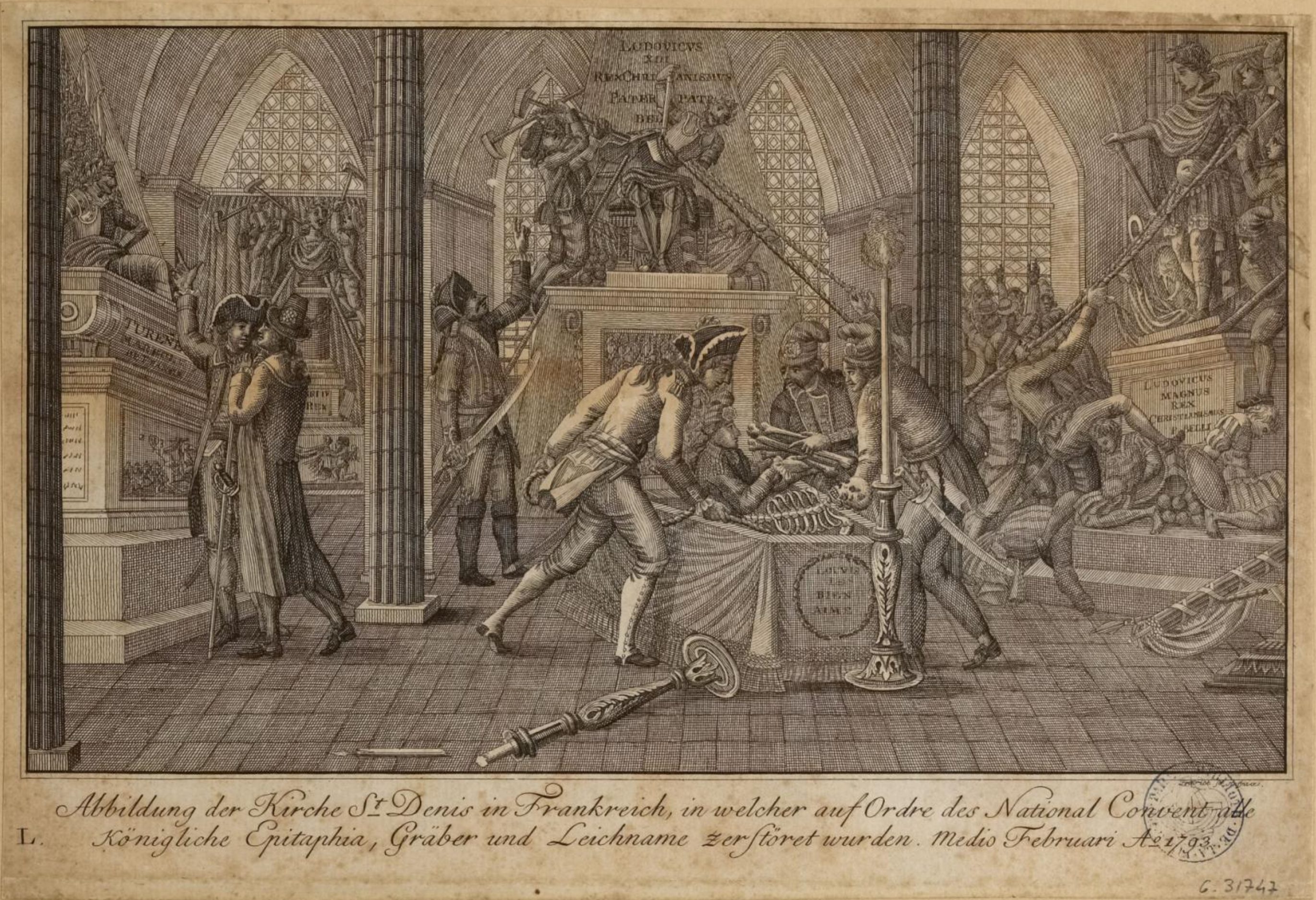
Abbildung der Kirche St Denis in Frankreich, in welcher auf Ordre des National Convent alle Königliche Epitaphia, Gräber und Leichname zerstöret wurden. (zeitgenössische Radierung)

Die Plünderung der Königsgräber von Saint-Denis in den Jahren 1793–1794 markiert eine Episode auf dem Höhepunkt der Terrorherrschaft (la Terreur) im Verlauf der Französischen Revolution.

## Saint-Denis als Grablege französischer Könige

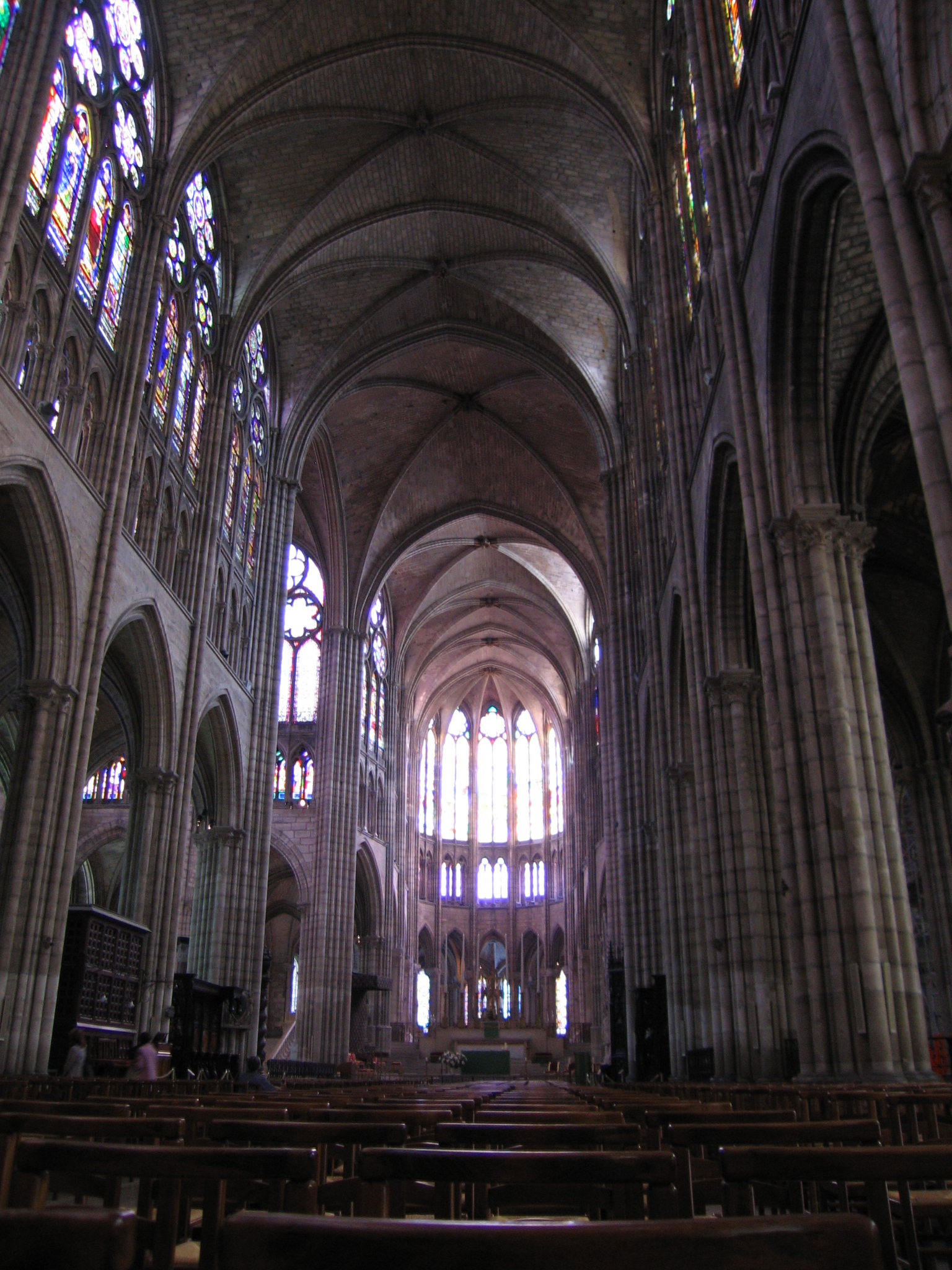
Das Mittelschiff von Saint-Denis

Vom Ende des 10. Jahrhunderts bis zur Französischen Revolution war die wenige Kilometer nordöstlich von Paris gelegene Abteikirche (seit 1966 Kathedrale) von Saint-Denis die Grablege fast aller französischen Könige. Mit Saint-Denis eng verbunden war der fränkische König Dagobert I. Auch Pippin der Jüngere und dessen Vater Karl Martell, wenngleich letzterer „nur“ Hausmeier und nicht König war, wurden hier beigesetzt. Der erste hier beigesetzte französische König war Hugo Capet († 996). In nahezu ununterbrochener Reihe folgten fast alle französischen Könige. Die einzigen Ausnahmen waren die drei Könige Philipp I. († 1108, bestattet im Kloster von Saint-Benoît-sur-Loire), Ludwig VII. († 1180, bestattet im Kloster Barbeau) und Ludwig XI. († 1483, bestattet in Notre-Dame de Cléry). Der letzte vor der Revolution in Saint-Denis beigesetzte König war Ludwig XV. († 1774). Außer den Königen selbst wurden zahlreiche ihrer Familienangehörigen in Saint-Denis beigesetzt, ebenso einige auserwählte Untertanen wie der berühmte Heerführer Bertrand du Guesclin († 1380).

## Der Beschluss zur Öffnung der Gräber

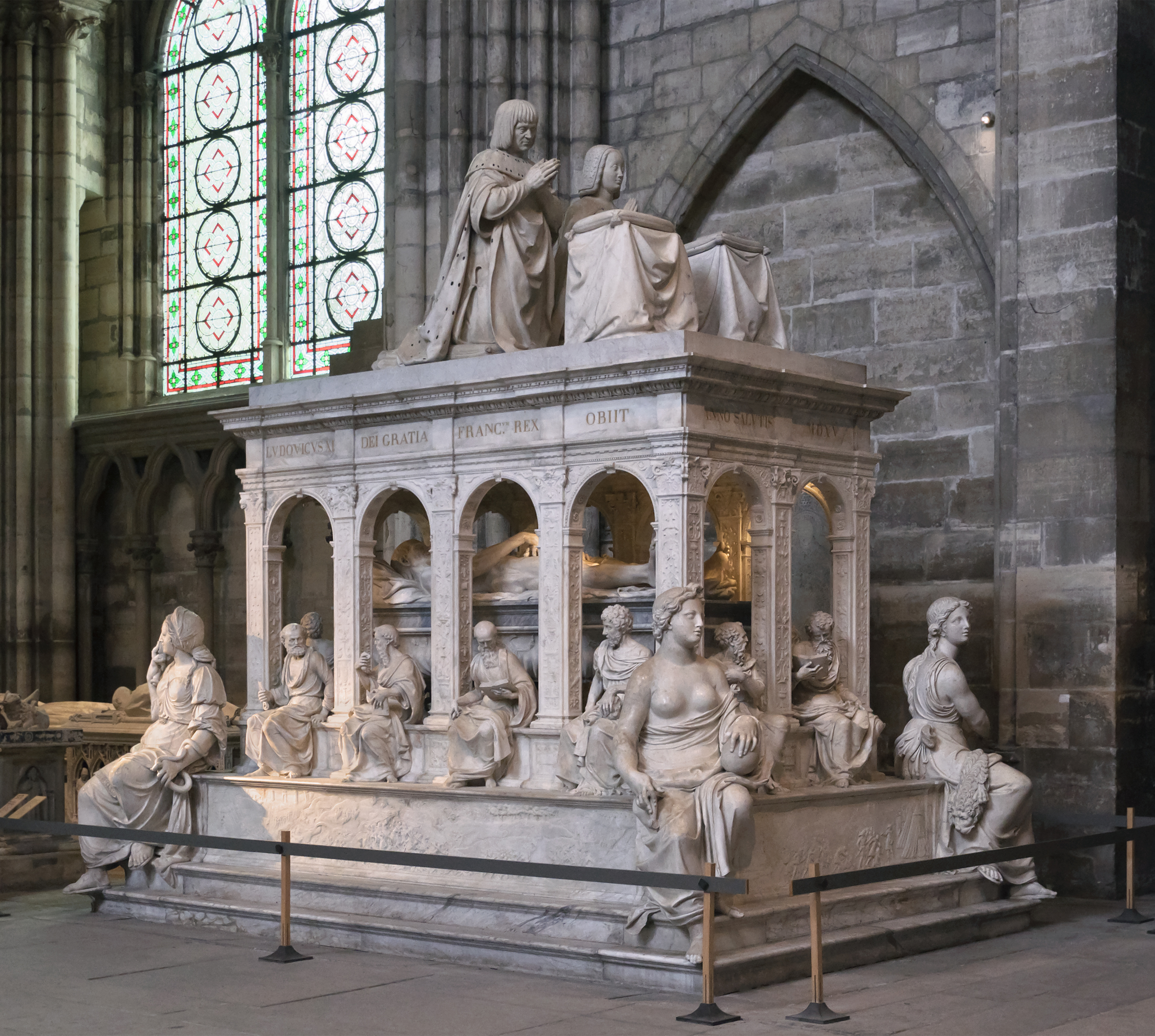
Grabmal Ludwig XII. († 1515) und seiner Frau Anne († 1514)

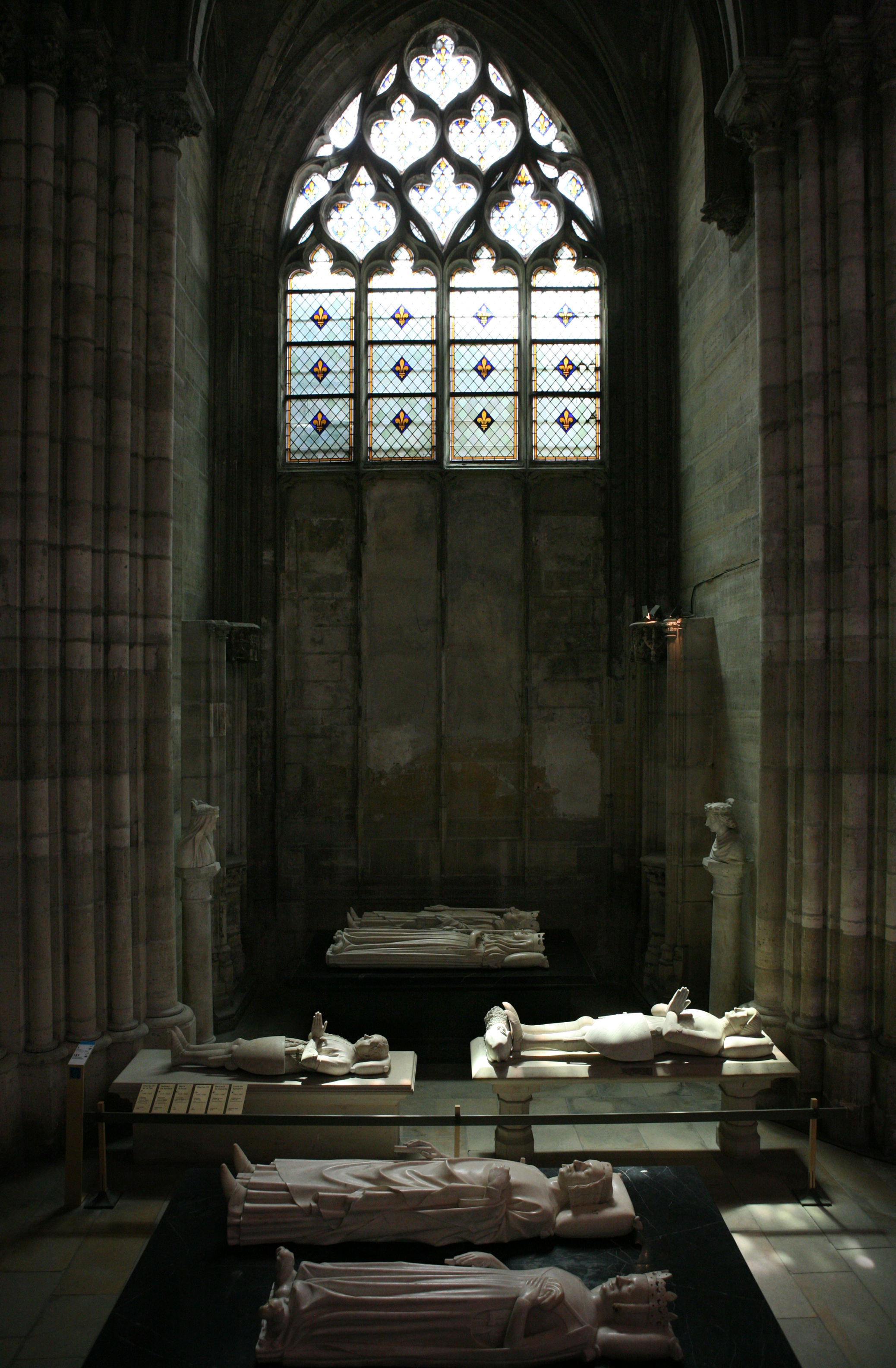
Gisants von Bertrand du Guesclin, Karl VI., Isabelle von Bayern, Louis de Sancerre, Karl V., Jeanne de Bourbon

Nach dem Tuileriensturm, der Erstürmung des französischen Königspalastes, durch die revolutionären Massen am 10. August 1792, hatte sich der Gang der Revolution radikalisiert. Die anschließende Wahl zum Nationalkonvent erbrachte einen Linksruck, und die radikalen Montagnards unter Maximilien de Robespierre ergriffen die politische Initiative. Der Erste Koalitionskrieg gegen Österreich und Preußen rief einen gravierenden Mangel an kriegswichtigen Metallen wie Blei und Kupfer hervor. Um diesem Mangel zu begegnen, ordnete die provisorische Regierung die Einschmelzung aller aus der Zeit des Ancien Régime herrührenden Denkmäler an. In einem weiteren Beschluss wurde 1793 die „Zerstörung der Insignien des Feudalismus“ angeordnet. In der Sitzung des Nationalkonvents vom 31. Juli 1793 wurde auf Anregung von Bertrand Barère beschlossen, alle Königsgräber zu öffnen und zu zerstören und die im Wesentlichen aus den Bleisärgen gewonnenen Metalle den Zwecken des Revolutionskrieges zuzuführen. Im Dekret vom 1. August 1793 verfügte der Konvent:

« Les tombeaux et mausolées des ci-devant rois, élevés dans l’église de Saint-Denis, dans les temples et autres lieux, dans toute l’étendue de la république, seront détruits le 10 août prochain »

„Die in der Kirche von Saint-Denis, in Tempeln und an anderen Stätten auf dem gesamten Gebiet der Republik errichteten Grabmäler und Mausoleen der vormaligen Könige sollen am kommenden 10. August zerstört werden.“

Der Benediktiner-Pater Germain Poirier, vormals Archivar der Abtei Saint-Germain-des-Prés und später der Abtei von Saint-Denis, wurde beauftragt, einen Bericht über die Durchführung dieses Dekrets abzufassen. Er gilt als wichtigster Augenzeuge der Ereignisse und fertigte etliche Berichte für die Commission des Monuments sowie einen Rapport sur l’exhumation des corps royaux à Saint-Denis en 1793 an, dessen Original allerdings beim Brand der Bibliothek von Saint-Germain des Prés 1794 verlorengegangen ist. Zwischen dem 6. und 10. August wurden die meisten Statuen und Grabdenkmäler in Saint-Denis demontiert. Ein Teil wurde auf Veranlassung der Commission des Beaux Arts in das Musée des Monuments français nach Paris überführt, der Rest wurde zerstört. Danach begann die eigentliche Exhumierung der Toten. Bei den Gräberöffnungen waren ein commissaire aux orfèvreries (Kommissar für Goldschmiedearbeiten) und ein commissaire aux plombs (Kommissar für Blei) anwesend, die die Aufgabe hatten, entsprechende Metalle sicherzustellen. Die Toten befanden sich in unterschiedlichem Zustand, zum Teil verwest, zum Teil fast ganz zu Staub zerfallen. Einige der künstlich konservierten Leichname waren erhalten und zum Teil in so gutem Zustand, dass sie vor der Kirche den Passanten zur Schau gestellt wurden, so zum Beispiel der nach der Methode Parés konservierte Körper König Heinrichs IV. von Navarra († 1610). Auch der Leichnam von König Ludwig XIV. († 1715) war noch sehr gut erhalten, allerdings „schwarz wie Tinte“ (noire comme de l’encre). Die Gräber einiger Personen konnten nicht gefunden werden, so zum Beispiel das des Kardinal de Retz († 1679) oder das von Alfons von Brienne († 1270). Es entwickelte sich zum Teil ein makabrer Devotionalienhandel mit den sterblichen Überresten, und viele an der Aktion Beteiligte nahmen „Souvenirs“ oder Reliquien aus den Gräbern an sich.
Insgesamt wurden die Überreste von 170 Personen, darunter 46 Könige, 32 Königinnen, 63 Prinzen königlichen Geblüts, zehn königliche Amtsträger und zwei Dutzend Äbte von Saint-Denis, aus ihren Gräbern entfernt. Die Überreste wurden anschließend in zwei außerhalb der Kirche ausgehobene Gruben geworfen, mit Löschkalk bestreut und dort vergraben.

## Exhumierungen

### Im August 1793
Im August wurden unter anderem folgende Gräber geöffnet:
- Philipp III. und Isabella von Aragón
- Pippin der Jüngere
- Konstanze von Kastilien
- Ludwig VI.

### Im Oktober 1793
Im Oktober erfolgten unter anderem folgende Graböffnungen:

#### 12. Oktober
- Henri, Vicomte de Turenne († 1675): Die Überreste Turennes kamen als einzige nicht in ein Massengrab, sondern wurden zunächst im Jardin des plantes in Paris beerdigt, dann ins Musée des Monuments français überführt und später auf Befehl Napoléon Bonapartes im Invalidendom beigesetzt.[5]
- Heinrich IV. († 1610)

#### 14. Oktober
- Ludwig XIII. († 1643)
- Ludwig XIV. († 1715)
- Maria de’ Medici († 1642)
- Anna von Österreich († 1666)
- Maria Teresa von Spanien († 1683)
- Louis, Dauphin von Frankreich und Sohn Ludwigs XIV. († 1711)

#### 15. Oktober
- Maria Leszczyńska († 1768)
- Maria Anna Victoria von Bayern († 1690)
- Louis de Bourbon, duc de Bourgogne († 1712)
- Maria Adelaide von Savoyen († 1712)
- Louis, duc de Bretagne († 1712), erster Sohn der beiden Vorgenannten
- Maria Theresia Rafaela von Spanien († 1746)
- Xavier Marie Joseph († 1746), Sohn des vorgenannten Dauphin-Paares
- Marie Zéphyrine († 1755), Tochter des vorgenannten Dauphin-Paares
- Marie Thérese († 1748), Tochter des vorgenannten Dauphin-Paares
- Philippe Louis († 1733), Sohn Ludwigs XV.

#### 16. Oktober
- Henrietta Maria von Frankreich († 1660), Ehefrau Karls I. von England
- Philipp I. von Orléans († 1701)
- Liselotte von der Pfalz († 1722)
- Charles de Bourbon, duc de Berry († 1714)
- Marie Louise Élisabeth d’Orléans († 1719)
- Philippe II. de Bourbon, duc d’Orléans († 1723)
- Anne Élisabeth von Frankreich († 1662), Tochter Ludwigs XIV.
- Philippe Charles von Frankreich († 1671), Sohn Ludwigs XIV.
- Louis François von Frankreich († 1672), Sohn Ludwigs XIV.
- Marie-Thérèse von Frankreich († 1672), Tochter Ludwigs XIV.
- Philippe Charles d’Orléans († 1666), Sohn Philipps I. von Orléans
- Mademoiselle d’Orléans († 1666), nach der Geburt verstorbene Tochter Philipps I. von Orléans
- Sophie von Frankreich († 1782)
- Mademoiselle d’Artois († 1783), Tochter Karls X. von Frankreich
- Mademoiselle de France (d’Angoulême) († 1783), Tochter Karls X. von Frankreich
- Sophie Hélène de Bourbon († 1787)
- Louis Joseph Xavier François de Bourbon († 1789)
- Ludwig XV. († 1774)
- Karl V. von Frankreich († 1380)
- Johanna von Bourbon († 1377)
- Charles de France († 1386), kurz nach Geburt verstorbener Sohn Karls VI. von Frankreich und Dauphin
- Isabelle de France († 1378), Tochter Karls V. von Frankreich
- Johanna/Jeanne de France († 1366), Tochter Karls V. von Frankreich

#### 17. Oktober
- Karl VI. († 1422)
- Isabella von Bayern († 1435), Ehefrau Karls VI.
- Karl VII. († 1461)
- Marie d’Anjou († 1463), Ehefrau Karls VII.
- Blanka von Navarra († 1398)
- Johanna (Jeanne), Tochter der Vorgenannten († 1371)
- Margarete von Valois († 1615), Tochter Heinrichs II. und Ehefrau Heinrichs IV.
- François-Hercule de Valois, duc d’Alençon († 1584), Sohn Heinrichs II.
- Franz II. († 1560)
- Marie-Elisabeth de Valois († 1578), Tochter Karls IX.
- Karl VIII. († 1498)

#### 18. Oktober
- Heinrich II. († 1559)
- Caterina de’ Medici († 1589)
- Ludwig († 1550), im Säuglingsalter verstorbener Sohn Heinrichs II.
- Johanna († 1556), bei Geburt verstorbene Tochter Heinrichs II.
- Victoria († 1556), kurz nach Geburt verstorbene Tochter Heinrichs II.
- Karl IX. († 1574)
- Heinrich III. († 1589)
- Ludwig XII. († 1515)
- Anna von Bretagne († 1514), Ehefrau Ludwigs XII.
- Johanna II. (Navarra) († 1349), Tochter Ludwigs X.
- Ludwig X. († 1316)
- Johann I. von Frankreich
- Hugo der Große († 956), Vater Hugo Capets
- Karl II. der Kahle († 877)

#### 19. Oktober
- Philipp Hurepel († 1234), Sohn Philipp II. Augusts
- Alfons von Poitiers († 1271)
- Ludwig VIII. († 1226)
- Margarete von der Provence († 1295)
- Marie († 1341), Tochter Karls IV., des Schönen
- Blanche († 1393), Tochter Karls IV.
- Ludwig IX., der Heilige († 1270)
- Philipp IV., der Schöne († 1314)
- Dagobert I. († 639)
- Nantechild († 642), Ehefrau Dagoberts I.

#### 20. Oktober
- Johann von Damiette († 1270)
- Bertrand du Guesclin († 1380)
- Bureau de la Rivière (Kammerherr; † 1400)
- Franz I. von Frankreich († 1547)
- Luise von Savoyen (Mutter Franz I.; † 1531)
- Claude de France (Ehefrau Franz I.; † 1524)
- Franz, ältester Sohn Franz I. und Dauphin († 1536)
- Charles, Sohn Franz I. († 1545)
- Charlotte, Tochter Franz I. († 1524)
- Pierre de Beaucaire, Kammerherr Ludwigs IX. († 1270)
- Mathieu de Vendôme, Abt von Saint-Denis († 1286)

#### 21. Oktober
- Philipp V. († 1322)
- Karl IV., der Schöne († 1328)
- Johanna von Évreux (Ehefrau Karls IV.; † 1371)

#### 22. Oktober
- Barbazan, Kammerherr Karls VII. († 1431)
- Ludwig von Sancerre, Connétable von Karl VI. († 1402)
- Abt Suger von Saint-Denis († 1151)
- Abt Pierre d’Auteuil († 1229)
- Sédille de Sainte-Croix (Ehefrau von Jean Pastourel, eines Beraters Karls V.; † 1380)

#### 23. Oktober
- Philipp VI. von Valois († 1350)
- Johanna von Burgund (Ehefrau Philipps VI.; † 1349)

#### 24. Oktober
- Karl IV. von Frankreich, der Schöne († 1328)

#### 25. Oktober
- Johann II., der Gute († 1364)

#### Nach dem 25. Oktober
- Louise-Marie de Bourbon, Tochter Ludwigs XV. († 1787)

### 18. Januar 1794
- Margarete von Flandern (Tochter Philipps V.; † 1382)

## Entwicklung nach 1794
Nach dem Sturz Maximilien de Robespierres und dem Ende der Terrorherrschaft am 9. Thermidor (27. Juli 1794) fanden die Grabräubereien endgültig ihr Ende.
Während der bourbonischen Restauration nach 1815 wurden die in den beiden Gruben außerhalb von Saint-Denis beerdigten Gebeine und sterblichen Überreste erneut geborgen und, da sie einzelnen Individuen nicht mehr zuzuordnen waren, in einem gemeinsamen Beinhaus in der Krypta der Kirche beigesetzt. Auch die sterblichen Überreste von Ludwig XVI. und Königin Marie-Antoinette, die vorher nicht in St. Denis bestattet waren, wurden in einer feierlichen Zeremonie am 21. Januar 1815 vom Cimetière de la Madeleine nach Saint-Denis überführt und in Einzelgräbern in der wiederhergestellten Grablege der Bourbonen in der Krypta beigesetzt.

## Bewertung
Die Zerstörungen in der Zeit der Terrorherrschaft sind vor allem vor dem Hintergrund der radikalisierten politischen Lage und in der praktischen Rechtfertigung zur Gewinnung von metallischen Wertstoffen zu militärischen Zwecken zu sehen. Zusammen mit der Einschmelzung entsprechender Denkmäler und anderer Kulturschätze werden die Plünderungen nicht erst aus heutiger Sicht als kulturelle Barbarei, Grabschändung und Vandalismus eingestuft:

„So hat […] das Wort ‚Vandalismus‘, das an sich bis ins Mittelalter zurückreicht, seine eigentliche Aufnahme erst in der Reaktion auf die jakobinischen Zerstörungen der französischen Revolution gefunden.“

## Literarische Rezeption
Der französische Schriftsteller Jean Raspail beschrieb die Öffnung der Königsgräber detailliert in seinem Roman Sire (1991) über einen jungen Bourbonenprinzen, der sich im ausgehenden 20. Jahrhundert zum König von Frankreich weihen lässt.